# 志賀村 (愛知県)
志賀村（しがむら）は、かつて愛知県東加茂郡にあった村。
現在の豊田市の一部（松平地区の岩倉町・巴町.松平志賀町など）に該当する。

## 歴史
- 1889年（明治22年）10月1日 - 岩倉村、赤原村、六ツ木村が合併し、志賀村が発足。
- 1906年（明治39年）5月1日 - 松平村、小川村、豊栄村の大部分[1]と穂積村の一部[2]と合併し、松平村が発足。同日志賀村は廃止。